# Fødselsdagssang
En fødselsdagssang er en sang, der synges på fødselsdage, hvor fødselaren lykønskes. Det er normalt at synge på børnefødselsdage, men der synges også for voksne. Nogle har tradition for at vække fødselaren om morgen med fødselsdagssang og fødselsdagskage eller morgenmad på sengen. 
De mest almindelige danske fødselsdagssange er "I dag er det (personens navn)'s fødselsdag" og "(personens navn) har fødselsdag/og det har hun jo / og det er i dag". Den første er en decideret beregnet til børn, da der synges "og hjemme venter mor og far / med dejlig chokolade og kager til". Den anden sang indeholder en "instrumental" del, hvor fødselaren får lov at vælge et antal instrumenter, der skal "spilles" på. Delen har en melodi, som kan nynnes, fløjtes, trommes, "hurraes" med mere alt efter hvilke instrument der er valgt. Den engelske "happy birthday to you" er også meget normal. 
Ved afslutning af sangen råbes der "hurra". Der bruges en kombination af korte og lange hurraer. Oftest to til tre korte afsluttet med et langt. En variant er at råbe "hip" en eller to gange efterfulgt af et enkelt mellemlangt hurra.
Mere voksne sange omfatter "For han er en af vor' egne". Mange musikere har også givet deres bud på fødselsdagssange. En af de kendte på dansk er Tommy Seebachs "Hip Hurra, Det Er Min Fødselsdag". 
Til fødselsdagsfester synges der også ofte lejlighedssange, som er skrevet af en fra familien eller en ven og synges på en kendt melodi. De er personlige handler ofte om sjove eller pinlige ting, som fødselaren har gjort. Lejlighedssange bruges også til bryllupper, jubilæer og andre festlige lejligheder.